# Stopplaats De Platvoet
Stopplaats De Platvoet is een voormalige stopplaats bij de voormalige buurtschap De Platvoet in de toenmalige gemeente Diepenveen. De halte lag aan Staatslijn A tussen Arnhem en Leeuwarden en aan lijn Deventer - Ommen.
De halte werd geopend in 1891 en gesloten op 15 mei 1927. Later, in de jaren 60, werd het gebied van de gemeente Diepenveen geannexeerd door de gemeente Deventer voor stadsuitbreiding. Tegenwoordig is Platvoet een stadswijk van Deventer.